# Gentil dos Santos
Gentil J. dos Santos (ur. 19 maja 1898, zm. ?) – portugalski lekkoatleta (sprinter), uczestnik igrzysk olimpijskich w Paryżu w 1924

## Występy na igrzyskach olimpijskich
Santos  wystartował w dwóch konkurencjach na igrzyskach olimpijskich w 1924 r. Wziął udział w zmaganiach lekkoatletycznych. Pierwszy raz wystartował na dystansie 100 m rozgrywanym 6 lipca. W drugim biegu eliminacyjnym zajął czwarte miejsce i nie awansował dalej. Ponownie Santos wystartował 8 lipca. Tym razem wziął udział w biegu na 200 m. W dziesiątym biegu eliminacyjnym zajął trzecie miejsce z czasem 23 s. i nie awansował do następnej fazy zawodów.

## Rekordy życiowe
- Bieg na 100 metrów – 10,8 s.  (1924)
- Bieg na 200 metrów – 22,2 s.  (1925)